# SWAS
SWAS (acronimo inglese per Submillimeter Wave Astronomy Satellite, ovvero Satellite per l'astronomia a onde submillimetriche), a volte citato anche come SMEX-5 o Explorer-74, è un  satellite artificiale messo in orbita dalla NASA nell'ambito del Programma Explorer.
Immesso su un'orbita terrestre da un razzo Pegasus-XL il 6 dicembre 1998, doveva condurre una missione biennale. La missione originaria fu prolungata fino al 21 luglio 2004 ed inoltre fu riattivato per tre mesi a partire da giugno 2005 in modo da osservare la collisione tra la sonda Deep Impact e la cometa Tempel 1.

## La missione scientifica
SWAS era stato progettato per approfondire la conoscenza della composizione delle nubi interstellari e i meccanismi che conducono al loro collasso e alla formazione delle stelle e dei pianeti.
La strumentazione permetteva in particolare l'osservazione delle linee di emissione di:
- acqua (H2O) a 556,936 GHz
- ossigeno molecolare (O2) a 487,249 GHz
- carbonio neutrale (C1) a 492,161 GHz
- monossido di carbonio isotopico (13CO) at 550,927 GHz
- acqua isotopica (H218O) at 548,676 GHz